# Bartolomeo Gavanti
Bartolomeo Gavanti (Milano, 1569 – Milano, 14 agosto 1638) è stato un teologo oratore sacro e liturgista italiano.

## Biografia
Bartolomeo Gavanti nacque a Milano nel 1569. Frequentò gli studi filosofici a Milano, Pavia e Cremona. Nel 1587 entrò nei Chierici regolari di San Paolo. Insegnò retorica e a Roma si introdusse nella Curia Pontificia dove strinse amicizia con personalità di primo piano: Bellarmino, Baronio e col Card. Giovan Battista Bandini. Diventò membro, nel 1602, della Commissione per la revisione del Breviario, istituita da Clemente VIII. L'anno seguente lo stesso Pontefice lo nominò Consultore della Congregazione dei Riti. Farà parte, nel 1628, della Commissione per la revisione del Martirologio Romano che si riunirà sotto la direzione del Cardinale Cosimo de Torres. Nel 1629 Gavanti collaborò attivamente alla revisione dei testi post-tridentini in una nuova commissione per la Riforma del Breviario istituita da Urbano VIII, sotto la presidenza del Card. Caetani.
La sua fama si estese oltralpe, e Gavanti venne chiamato da alcuni vescovi francesi, il Card. d'Harrach, arcivescovo di Praga, cercò di portarlo nella sua diocesi attirandosi le ire di Clemente VIII che non voleva rinunciare a un tale collaboratore.
Bartolomeo Gavanti morì a Milano il 14 agosto 1638.

## Opere
La sua opera principale è: Commentaria in rubricas Missalis et Breviarii Romani sive Thesaurus SS. Rituum, Roma 1628, testo classico di cui si conoscono almeno 27 edizioni fino al 1823, oltre a parecchie di un compendio. Sono anche da ricordare l'Octavarium Romanum (Roma 1628), l'Enchiridion o Manuale Episcoporum (Venezia 1634); la Praxis Visitationis episcopalis et Synodi dioecesanae celebrandae (Roma 1628).